# Kunishige Kamamoto
Kunishige Kamamoto (釜本 邦茂, Kamamoto Kunishige; Quioto, 15 de abril de 1944 – Osaka, 10 de agosto de 2025) foi um futebolista, treinador de futebol e político japonês que atuava como atacante. Foi considerado o maior jogador de futebol da história de seu país.

## Carreira
Na época em que estudava na Universidade de Waseda, Kamamoto iniciou sua carreira no time da universidade, em 1963, jogando por 3 anos.
Em 1967, quando o futebol japonês ainda era representado por equipes de empresas, ingressou no Yanmar Diesel (atual Cerezo Osaka). No clube, foi tetracampeão da Liga Japonesa (1971, 1974, 1975 e 1980), sete vezes artilheiro da Liga (1968, 1970, 1971, 1974, 1975, 1976 e 1978, esta última em conjunto com João Carvalho) e tricampeão da Copa do Imperador (1968, 1970 e 1974). Em 1978, paralelamente à carreira de jogador, Kamamoto exerceria ainda o cargo de treinador do Yanmar até 1984, quando pendurou as chuteiras.
Comandaria também o Gamba Osaka, maior rival do Cerezo, entre 1991 e 1994, até interromper a carreira futebolística neste ano. Voltaria a treinar equipes em 2009, no Fujieda MYFC.

## A passagem de Kamamoto no Brasil
Em 1975, na condição de campeão japonês, o Yanmar veio ao Brasil para enfrentar o Palmeiras, que recebeu as faixas de campeão paulista de 1974 na partida disputada no Pacaembu. Imaturo, o time japonês perdeu por 6 a 1.

## Seleção Japonesa
Ainda como universitário, Kamamoto fez sua estreia na Seleção Japonesa em 1964, contra Singapura. No mesmo ano, disputou as Olimpíadas de Tóquio, jogando 3 partidas e não marcando nenhum gol.
Foi na edição seguinte, em 1968, que ele obteve a maior façanha do futebol japonês até então, ao conquistar a medalha de bronze, além de ter sido o artilheiro, com 7 gols marcados. Contra o Brasil, que levou uma equipe de juniores para o torneio (na época, jogadores profissionais não poderiam disputar as Olimpíadas), ele não fez gol, mas o Japão surpreenderia ao empatar por 1 a 1, resultado que era, até então, uma "humilhação" para o futebol brasileiro.
Kamamoto permaneceria defendendo a Seleção Japonesa até 1977, quando despediu-se da carreira internacional em uma partida amistosa contra a Coreia do Sul. Com 80 gols marcados em 84 partidas, é o maior artilheiro da história dos Samurais Azuis até hoje e o quarto jogador que mais fez gols por uma seleção.

## Carreira política
Em 1995, Kamamoto afastou-se do futebol para dedicar-se à política, elegendo-se deputado no mesmo ano. Voltou a contribuir com o desenvolvimento do futebol no Japão ao assumir a vice-presidência da Associação Japonesa de Futebol em 1998, exercendo o cargo por uma década. Em 2005 foi incluído no  Hall da Fama do futebol japonês.

## Morte
Kamamoto morreu de pneumonia no Hospital Fuchi de Osaka em 10 de agosto de 2025, aos 81 anos.